# Gonzalo Sepúlveda
Gonzalo Sepúlveda Domínguez (Santiago, Chile, 10 de noviembre de 1988) es un futbolista chileno. Juega de volante y se encuentra sin equipo.

## Trayectoria

### Universidad Católica cesiones a Provincial Osorno y Hong Kong
Debutó el año 2007 con la UC. Pero no tuvo muchas oportunidades en el torneo local. Luego tuvo más apariciones en la Copa Chile pero aun así no estaba a la altura del primer equipo, por lo tanto se va de préstamo a Provincial Osorno en la Primera B por 1 año.
Ese año en Provincial Osorno fue titular indiscutible ya que tuvo un despliegue en el mediocampo, marcó 4 goles y salió campeón de la Primera B con Provincial Osorno, logrando el ascenso a Primera división.
Tras terminar su préstamo en Provincial Osorno vuelve a la UC pero no tuvo espacio en la plantilla, por lo tanto va nuevamente de préstamo por 1 año al fútbol de Hong Kong el 2008 y ganar experiencia en el club Kitchee SC de la liga de ese país. En el Kitchee SC nuevamente fue titular indiscutido, destacando en la liga del país y marcando 7 goles. Cuando termina su préstamo nuevamente vuelve a la UC en el 2010.

### Universidad Católica
En el año 2010 con la UC se coronó campeón de la Primera división pero el no tuvo protagonismo. Luego en la Copa Chile Bicentenario hace su primer gol, en la segunda fase jugando de titular contra San Pedro de Atacama, marcando el octavo gol, del 10-0 final.
En el año 2011 comenzó a sumar más minutos en el torneo local, jugando de titular frente a Cobreloa y Colo-Colo, partidos que jugó completos y que demuestran que el Chepo va ganándose un puesto en el equipo cruzado. Chepo apunta como sucesor natural de Jorge Ormeño, quien ya está en la última etapa de su carrera.
El 26 de abril de 2011 hizo su debut en Copa Libertadores de América, al ingresar en el partido desarrollado en el Estadio Olímpico de Porto Alegre en el que Universidad Católica consiguió el histórico triunfo por 2-1 frente a Grêmio.
Anota un gol con la UC el 31 de agosto de 2011 por la Copa Chile 2011, frente a Audax Italiano, el partido acabaría 2-0 a favor de la UC, torneo que ganaría el Chepo con la UC la Copa Chile 2011. El 20 de octubre de 2011 anota un gol por la Copa Sudamericana 2011 frente a Vélez Sarfield.
En el Año 2012 ha tenido poca continuidad ya que solo está jugando en copa Chile, en la universidad católica.

## Clubes
Actualizado al último partido jugado el 12 de octubre de 2019.
| Club                  | País      | Año       | Partidos | Goles |
| --------------------- | --------- | --------- | -------- | ----- |
| Universidad Católica  | Chile     | 2007-2015 | 74       | 3     |
| → Provincial Osorno   | Chile     | 2007-2008 | 9        | 0     |
| → Kitchee SC          | Hong Kong | 2008      | ?        | ?     |
| → Ñublense            | Chile     | 2015      | 3        | 0     |
| Unión La Calera       | Chile     | 2015-2016 | 18       | 0     |
| San Luis de Quillota  | Chile     | 2016-2018 | 23       | 0     |
| Deportes Puerto Montt | Chile     | 2019      | 19       | 0     |

## Palmarés

### Campeonatos nacionales
| Título           | Equipo               | País  | Año  |
| ---------------- | -------------------- | ----- | ---- |
| Primera B        | Provincial Osorno    | Chile | 2007 |
| Primera División | Universidad Católica | Chile | 2010 |
| Copa Chile       | Universidad Católica | Chile | 2011 |

- Datos: Q1073153
- Multimedia: Gonzalo Sepúlveda / Q1073153